# Пікфлоуметрія
Пікфлоуметрія — методика діагностики функції зовнішнього дихання, яка визначає пікову об'ємну швидкість видиху. Пікфлоуметрія здійснюється за допомогою медичного приладу — пікфлоуметра.
Пікфлоуметрія застосовується для об'єктивної діагностики респіраторної функції бронхів та легенів, проста у виконанні і може застосовуватися пацієнтом самостійно (після інструктажу), у тому числі в домашніх умовах.

## Історія
Вимірювання швидкості пікового експіраційного потоку вперше було запропоновано Мартіном Райтом (англ. Martin Wright), який у 1956 році виготовив перший прилад, спеціально розроблений для вимірювання цього показника функції легенів. Свої дослідження Мартін Райт опублікував у 1959 році, де описав дизайн винайденого пікфлоуметра. Надалі були розроблені більш портативні та дешевші версії приладу (наприклад, пікфлоуметр «Mini-Wright»), які стали доступними у всьому світі.
З розвитком технологій мікроелектроніки з'явилися комерційні моделі персональних цифрових пікфлоуметрів, які, окрім показника пікової об'ємної швидкості видиху (англ. peak expiratory flow — PEF), дають змогу визначати й інші показники функції зовнішнього дихання.

## Показання
Пікфлоуметрія дозволяє швидко та об'єктивно оцінювати перебіг бронхіальної астми. За допомогою цього методу діагностики можна:
- оцінити гіперреактивність бронхів;
- передбачити загострення бронхіальної астми;
- підібрати оптимальний бронхолітичний перпарат;
- планувати і контролювати лікування пацієнта.

## Протипоказання
Абсолютних протипоказань пікфлоуметрія не має.
Відносними можна вважати ті ж протипоказання, що й для спірометрії.
Згідно рекомендацій англ. American Thoracic Society та англ. European Respiratory Society (2019 р.) вважаються відносними наступні протипоказання:
- пов'язані з підвищеним навантаженням на серце або впливом на артеріальний тиск: інфаркт міокарду протягом останнього тижня (допускається виконання дослідження не раніше, ніж через 1 тиждень після інфаркту міокарда за умови, що стан пацієнта є стабільним), артеріальна гіпотензія або тяжка артеріальна гіпертензія, клінічно значущі/симптоматичні аритмії, декомпенсована серцева недостатність, неконтрольована легенева гіпертензія, гостре легеневе серце, клінічно нестабільна тромбоемболія легеневої артерії, синкопальні стани, пов'язані з форсованим видихом/кашлем в анамнезі, нестабільна стенокардія;
- пов'язані з підвищенням внутрішньочерепного і внутрішньоочного тиску: церебральна аневризма, нейрохірургічна операція впродовж останніх 4 тижнів, нещодавній струс головного мозку з наявними симптомами, нещодавно перенесене відшарування сітківки (2 місяці після операції), недавня офтальмологічна операція (окулопластика — 2 тижні, лікування склистого тіла — 2 місяці, операція в передній частині ока — 6 місяців);
- пов'язані з підвищеним тиском у приносових пазухах і середньому вусі: операція або інфекція приносових пазух або середнього вуха протягом останнього тижня;
- пов'язані з підвищеним тиском у грудній клітці або черевній порожнині: пневмоторакс, торакохірургічна операція впродовж останніх 4 тижнів, абдомінальна операція впродовж останніх 4 тижнів, пізній термін вагітності або вагітність із цервікальною недостатністю та в стані прееклампсії;
- пов'язані з ризиком передачі інфекції: активне інфекційне захворювання або підозра на нього (включаючи туберкульоз), об'єктивні симптоми, які сприяють передачі інфекції (кровохаркання, відкашлювання великої кількості секрету, зміни в ротовій порожнині або кровотеча з ротової порожнини) — лише для дослідження, що виконується на пікфлоуметрі спільного користування;
- інші: патологічні стани, які впливають на результат дослідження (наприклад, неконтрольований нападоподібний кашель), ранній післяопераційний період після оперативного втручання на органах черевної порожнини або грудній клітці (унеможливлює правильне виконання дослідження).

Окрім того слід враховувати стан пацієнта: наявність травми грудної клітки (забої м'яких тканин, переломи ребер), больовий синдром різної етіології (торакалгія), нездатність щільно охопити губами мундштук (наслідки периферичного парезу або мозкового інсульту) — усі ці фактори не дозволяють виконати дихальний маневр правильно та унеможливлюють одержання коректних результатів дослідження.

## Можливі ускладнення
Ускладнення при виконанні пікфлоуметрії можливі при ігноруванні наявних протипоказань.
Окрім того, навіть у пацієнта без протипоказань може виникнути запаморочення внаслідок гіпервентиляції, парадоксальний бронхоспазм, неутримання сечі через підвищення внутрішньочеревного тиску (частіше у жінок).

## Обладнання

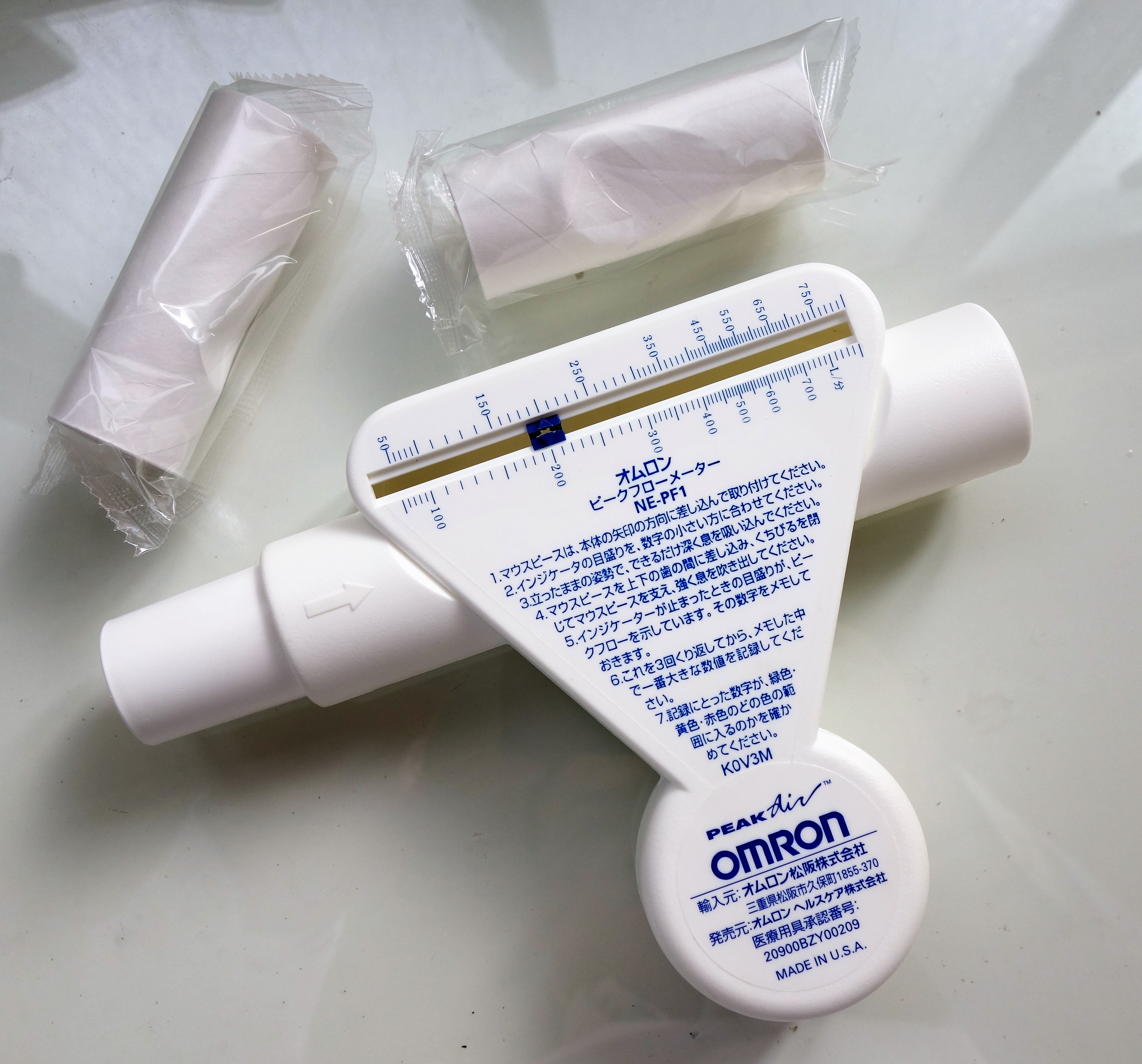
Механічний пікфлоуметр виробництва «Omron» (США).

Будова пікфлоуметра залежить від моделі.
Найпростіший механічний пікфлоуметр — досить простий ручний прилад і єдиний показник, який він вимірює — це пікова об'ємна швидкість повітряного потоку (англ. peck expiratory flow — PEF), або пікова об'ємна швидкість видиху (ПОШВид). Механічний прилад складається з трубки з мундштуком, на яку часто нанесена кольорова шкала (позначені «зелена», «жовта» та «червона» зони), і внутрішньої мембрани, з'єднаної з пружиною (зовнішній вигляд може різнитися у приладів різних виробників).
Електронний пікфлоуметр переважно складається зі змінного мундштука, турбіни та електронного блока. Такий прилад може володіти додатковими опціями: внутрішньою пам'яттю для збереження кількох останніх вимірювань, модулем передачі даних на комп'ютер або смартфон тощо. Кількість параметрів, які визначаються, залежить від моделі приладу: деякі моделі електронних пікфлоуметрів можуть виконувати функцію повноцінного персонального кишенькового спірометра.

## Підготовка
Спеціальної підготовки не потрібно, але для одержання максимально коректних результатів дослідження бажано дотримуватися кількох правил:
- проводити пікфлоуметрію краще натще.
- на пацієнті не повинно бути одягу, що обмежує дихальні рухи.
- перше дослідження бажано виконувати вранці невдовзі після пробудження.
- друге дослідження — ввечері, після 15-20 хвилин відпочинку.
- прилад повинен відповідно доглядатися: механічний пікфлоуметр принаймні 1 раз на тиждень треба розбирати і промивати теплою водою з наступним просушуванням, електронний — згідно рекомендацій виробника.

## Методика проведення
Для одержання коректних результатів вимірювань слід пам'ятати основні принципи виконання пікфлоуметрії (незалежно від приладу, який застосовується):
- щільно охоплювати мундштук губами для уникнення втрати частини повітря повз прилад;
- під час форсованого видиху не перекривати зубами або язиком шлях повітрю у ротовій порожнині;
- видих має біти максимально сильним (форсованим);
- до уваги береться найкращий (найбільший) показник після трьох спроб.

Виконання пікфлоуметрії за допомоги механічного пікфлоуметра.
1. Надіти мундштук на пікфлоуметр.
2. У положенні стоячи взяти прилад і, тримаючи його горизонтально, переконатися, що маркер перебуває на початку шкали, а рука пацієнта не заважатиме вільному руху маркера під час тесту (якщо маркер відкритий).
3. Глибоко вдихнути, охопити мундштук губами і здійснити швидкий і сильний видих через прилад, намагаючись не закривати отвір мундштука язиком.
4. Обережно вийняти прилад з рота (щоб випадково не зсунути маркер), результат записати, маркер знову встановити на нульову позначку і ще двічі повторити вищевказані дії з інтервалами близько 15 секунд.
5. З усіх спроб вибрати найкращу і порівняти результат з належним.

Найкращий з одержаних результатів відмітити крапкою у таблиці-щоденнику (бланки постачаються разом з пікфлоуметром) та провести лінію графіку від точки попереднього результату.
Пікфлоуметрія за допомоги електронного пікфлоуметра здійснюється згідно інструкції виробника.

## Оцінка результатів дослідження
Механічні пікфлоуметри визначають один показник — пікову об'ємну швидкість видиху.
Електронні пікфлоуметри здатні визначати кілька параметрів функції зовнішнього дихання, зокрема:
- пікова об'ємна швидкість видиху — ПОШВид (англ. Peak Flow) — максимальна швидкість, з якою пацієнт може видихнути повітря з легенів. Вимірюється у літрах за хвилину. Пікова швидкість видиху є показником стану верхніх дихальних шляхів, її зниження свідчить про наявність обструкції дихальних шляхів.
- об'єм форсованого видиху за першу секунду — ОФВ1 (англ. Forced expiratory volume in 1 second — FEV1) — об'єм повітря, який пацієнт видихає з максимальним зусиллям за першу секунду після повного вдиху. Вимірюється в літрах.
- загальний об'єм форсованого видиху — загальний ОФВ (англ. Total Forced Air) — об'єм повітря, який пацієнт може видихнути протягом одного повного інспіраційного циклу (вдиху та видиху). Вимірюється в літрах.
- загальна ємність легенів — ЗЄЛ (англ. Total Lung Capacity) — загальний об'єм повітря, що міститься в легенях після максимального вдиху. Включає в себе життєву ємність легенів та залишковий об'єм легень. Вимірюється в літрах.[2]

Оцінка результатів дослідження у кожного окремого пацієнта здійснюється з його індивідуальними нормативами залежно від віку, статі і зросту. Таблиці-номограми входять до комплекту постачання механічних спірометрів.
Найкраще оцінювати результати пікфлоуметрії у динаміці протягом 2-3 тижнів повного контролю за перебігом захворювання. При адекватному лікуванні ранкові і вечірні значення ПОШВид майже не відрізняються, а нормальний графік ПОШВид має бути майже прямим. Різниця між вечірнім і ранковим показником ПОШВид понад 20 % є патогномонічною ознакою бронхіальної астми. Прогресивне зниження показників ПОШВид порівняно з належними для певного пацієнта вказує на погіршення стану пацієнта, загострення захворювання.
Консенсусом з діагностики та лікування бронхіальної астми запропоновано систему зон стану здоров'я пацієнта з бронхіальною астмою, позначених як:
- зелена зона (перший рівень) — симптоми не виражені, лікування захворювання адекватне і змін не потребує;
- жовта зона (другий рівень) — клінічна динаміка негативна, є небезпека загострення і є потреба у корекції лікування;
- червона зона (третій рівень) — тяжкий стан пацієнта зі значно вираженими симптомами бронхообструктивного синдрому, який потребує негайної консультації лікаря та, можливо, госпіталізації.

Часті переходи стану пацієнта з «зеленої» зони до «жовтої» чи «червоної» також свідчать про необхідність корекції лікування.
Пікфлоуметрія може служити інструментом, що передбачає розвиток астматичного статусу — ускладнення бронхіальної астми. На загрозливий стан хворого вказують:
- значення пікової швидкості видиху менше 120 л/хв;
- неможливість виконання маневру пікфлоуметрії або відсутність позитивних змін у результаті лікування.